# Seraphic Fire
Seraphic Fire (El fuego seráfico) es un grupo coral profesional con sede en Miami, Florida, creado y dirigido por Patrick Dupré Quigley desde su fundación en 2002. Integrado por 25 coreutas, en los últimos años ha creado también la orquesta de cámara del mismo nombre.
Principalmente ocupado con música barroca, antigua y música renacentista, ha colaborado con artistas populares como Shakira para su álbum Oral Fixation Vol. 2 siendo el primer grupo clásico coral en alcanzar el Billboard 200 desde los monjes benedictinos de Santo Domingo de Silos.
Seraphic Fire realiza una activa temporada de conciertos anuales en Miami y Fort Lauderdale, y ha realizado giras por Estados Unidos y México. Ha editado discos compactos como Beginnings (2005), Bach Motets (2006), Messiah (2007), y Amazing Grace: A Gospel and Bluegrass Journey (2007).  El quinto álbum Shalom / Pax: Gregorian and Iraqi Jewish Chant, ganó el ASCAP/Alice Parker Award for Adventurous Programming. Su último compacto Claudio Monteverdi': Vespers of the Blessed Virgin 1610  se convirtió en un fenómeno de la red Internet via Facebook. superando a Lady Gaga
Sus presentaciones tienen lugar en el nuevo teatro de la New World Symphony, en el Adrienne Arsht Center for the Performing Arts y en iglesias del sur de Florida, destacándose su concierto anual de Navidad y El Mesías de Handel.
Ha comisionado obras a compositores y representado la Pasión según San Juan de Bach y Carmina Burana de Carl Orff entre otras obras de gran envergadura. Se destaca asimismo por presentar conciertos de jazz, gospel y música americana.